# Le Bailleul
Le Bailleul è un comune francese di 1 219 abitanti situato nel dipartimento della Sarthe, nella regione dei Paesi della Loira.

## Società

### Evoluzione demografica
Abitanti censiti